# Гладишів
Гладишів (пол. Gładyszów) — лемківське село у Польщі, у гміні Устя-Горлицьке Горлицького повіту Малопольського воєводства. Населення — 372 особи (2011).

## Історія
Поселення Квочень було засновано в кінці XVI століття, а перша письмова згадка датується 1629 роком. Відколи започаткували село, тут діяла греко-католицька парафія. Коли село перейшло у власність Гладишів, воно дістало теперішню назву.
До 1834 р. Гладишів становив одну парохію зі Смерековцем. Метричні книги провадились від 1776 р.
1881 року тут жило 760 осіб, здебільшого лемків.
У 1914 р. за москвофільство 21 жителя села заарештовано й вислано до Талергофу.
У роки Першої світової війни більша частина села і дерев'яна церква XVIII століття разом із документами історії села й парохії згоріли. 27 листопада 1918 р. в Гладишеві відбулося велике віче лемків, де засновано Руську Раду, яка підпорядковувалась т. зв. Лемко-Русинській Республіці у Флоринці.
В 1921 р. в селі жили 491 греко-католик, 11 римо-католиків і 5 юдеїв. В селі була москвофільська читальня імені Качковського.
У міжвоєнний період село було відбудоване заново, а 1938 року гуцульськими теслями був зведений новий дерев'яний храм в українському національному стилі. На 01.01.1939 тут було переважно лемківське населення: з 670 жителів села Гладишів — 630 українців, 35 поляків і 5 євреїв, а у Вірхні всі 200 жителів були українцями. До 1947 р. в селі була греко-католицька парохія Горлицького деканату, до якої належало також віддалене на 1,5 км село Вірхня, зникле після виселення лемків. В ході Тилявської схизми коло 70 осіб перейшли до Польської православної церкви.
8 червня 1947 р. в рамках операції «Вісла» 634 українців-лемків депортовано на понімецькі землі, залишено 42 українці та 18 поляків, згодом завезено поляків.
У 1975—1998 роках село належало до Новосондецького воєводства.

## Демографія
Демографічна структура станом на 31 березня 2011 року:
|          | Загалом | Допрацездатний вік | Працездатний вік | Постпрацездатний вік |
| -------- | ------- | ------------------ | ---------------- | -------------------- |
| Чоловіки | 187     | 48                 | 126              | 13                   |
| Жінки    | 185     | 46                 | 96               | 43                   |
| Разом    | 372     | 94                 | 222              | 56                   |

## Пам'ятки
- Греко-католицький храм Вознесіння Господнього з головним і двома бічними вівтарями XVIII ст., зведений 1938 року. До 1985 р. використовувався місцевою римо-католицькою парафією, а потім передана греко-католицькій громаді.

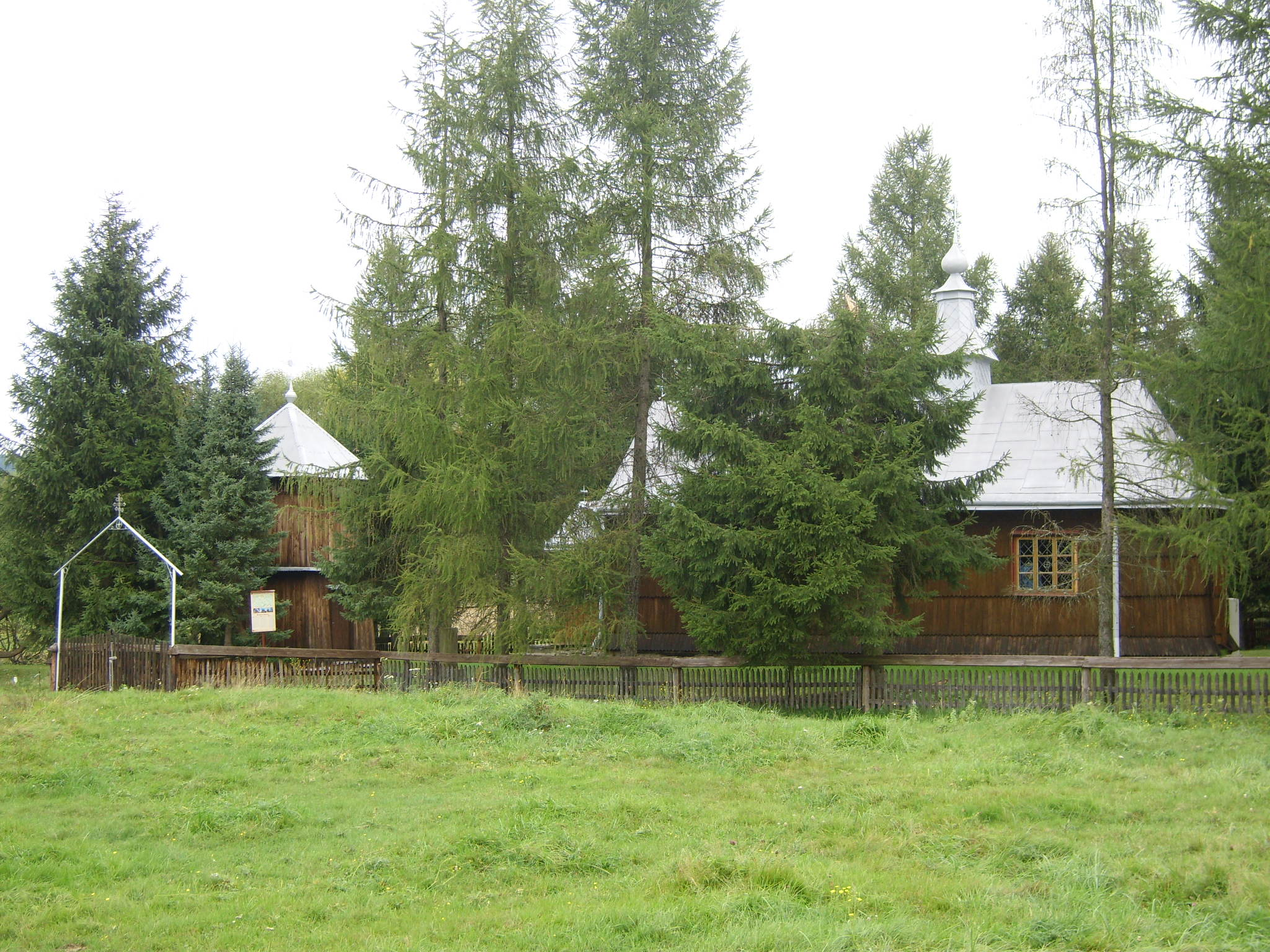
Православна церква Різдва святого Івана Хрестителя

- Колишня греко-католицька каплиця Різдва Івана Хрестителя 1857 р., після виселення лемків поляки вживали її під стайню, в 1967 р. передана православній громаді.
- 3 військові кладовища з Першої світової війни: № 55, № 60, № 61.

## Народилися
- Вірхнянський Іван (Вірхня, 2 серпня 1919, с. Гладишів Новосандецького повіту, теп. РП — 12 вересня 1996, Гнєвонєж, РП) — народний лемківський поет, публіцист[7].

## Сучасність
Загальна площа поселення становить 1693 га (16,93 км²), у тому числі:
- площа лісів — 917 гектарів;
- площа сільськогосподарських угідь — 704 гектари.

Село поділяється на частини: Бенювка, Коло Косцьола, Ніжни Конєц, Вєрхня (колишнє лемківське село Вірхня), Вижні Конєц.
В селі працює 19 дрібних підприємців, діє 58 селянських господарств.